# Jenny Enodd
Jenny Enodd (* 25. März 1996 in Budal, Sør-Trøndelag) ist eine ehemalige norwegische Biathletin. Sie wurde 2022 mit der Mixedstaffel Europameisterin und war 2023/24 Zweite in der Gesamtwertung des IBU-Cups.

## Sportliche Laufbahn
Jenny Enodd startete für den Verein Budal IL. Ihr erstes internationales Biathlonrennen bestritt sie im Rahmen des IBU-Cups 2017/18 am Arber. Beim Einzelrennen über 15 km erreichte sie mit nur einem Schießfehler als Neunte auf Anhieb eine Top-10-Platzierung. Die Norwegerin startete in diesem Winter ebenfalls in Ridnaun bei den Europameisterschaften und erreichte durchgehend Platzierungen um Rang 40. In der folgenden Saison lief sie ebenfalls im IBU-Cup, das beste Einzelergebnis war ein 13. Platz im Sprint bei den Europameisterschaften 2019 im Wintersportkomplex Raubitschy. Bei selbigen Meisterschaften lief sie mit Karoline Knotten, Fredrik Gjesbakk und Aleksander Fjeld Andersen außerdem auf den fünften Rang im Mixedbewerb, am Saisonende gewann sie an der Seite von Kristin Våga Fløttum und Marte Lien Johnsen Staffelsilber bei den nationalen Meisterschaften. Ebenfalls ohne große Auffälligkeiten bestritt Enodd die Saisons 2019/20 und 2020/21, bestes Einzelergebnis war Platz elf beim Supersprint in Ridnaun im Dezember 2019. Während Enodd bei den Europameisterschaften 2020 in allen Rennen die Punkteränge verpasste, bestritt sie in der folgenden Saison fast den gesamten Winter auf nationaler Ebene.
Einen deutlichen Leistungsschub erlebte Enodd im Winter 2021/22, in dem sie erst im Januar ins internationale Renngeschehen eintrat. In Osrblie erzielte sie zunächst zwei sechste Ränge in beiden Sprints, worauf sie im Verfolgungswettkampf ihren ersten Podestplatz folgen ließ. Bei den folgenden Europameisterschaften am Arber gelangen ihr die bis dahin größten Karriereerfolge: Im Verfolger sicherte sich Enodd bei sehr schwierigen Bedingungen hinter Alina Stremous und Janina Hettich Bronze, mit der Mixedstaffel tags darauf trotz zweier Strafrunden die Goldmedaille. Im restlichen Saisonverlauf gelangen ihr fünf weitere Top-5-Platzierungen, darunter der zweite Rang beim Massenstart in der Lenzerheide. Bei den norwegischen Meisterschaften erreichte sie im Sprint und im Massenstart zudem die Silbermedaille. Trotz guter Vorleistungen stieg die Norwegerin auch im Winter 2022/23 verspätet ein, kam bei der EM nicht über Platz 43 im Einzel heraus und startete sonst lediglich beim Saisonfinale in Canmore, wo sie im ersten Sprint immerhin Vierte wurde. Bei der nationalen Meisterschaft gewann sie wie im Vorjahr Silber im Massenstart. Enodd gelang es dabei gemeinsam mit Ingrid Landmark Tandrevold, auf der Schlussrunde einen Rückstand von fast 20 Sekunden auf Marthe Kråkstad Johansen aufzuholen, musste sich Johansen aber im Zielsprint trotzdem knapp geschlagen geben.
Ihre erfolgreichste Saison bestritt Enodd 2023/24. Nachdem sie im ersten Sprintbewerb von Idre auf dem Podest stand, sicherte sie sich im Verfolgungswettkampf des zweiten Sprints ihren ersten Individualsieg im IBU-Cup, obwohl sie im Ausgangsbewerb nur Platz 21 erreicht hatte. Nach dem Jahreswechsel ließen ihre Leistungen zwar nach; trotzdem hielt sie sich über die gesamte Saison an der Spitze der IBU-Cup-Gesamtwertung, weil ihre Konkurrentinnen häufig in den Weltcup wechselten. Bei den Europameisterschaften 2024 resultierte als bestes Ergebnis Platz fünf im Sprint, wobei die drittplatzierte Chrystyna Dmytrenko nur gut fünf Sekunden schneller war. Der Gesamtsieg im IBU-Cup gelang ihr schlussendlich jedoch nicht, da Océane Michelon Enodd beim letzten Wochenende in Obertilliach über 100 Punkte abnahm. Nach dieser Saison beendete Enodd ihre Karriere.

## Statistiken

### IBU-Cup-Siege
| Nr. | Datum         | Ort        | Disziplin      |
| --- | ------------- | ---------- | -------------- |
| 1.  | 30. Jan. 2022 | Arber (EM) | Mixedstaffel 1 |
| 2.  | 10. Dez. 2023 | Idre       | Verfolgung     |